# لایل براینارد
لایل براینارد (انگلیسی: Lael Brainard؛ زادهٔ ۱ ژانویه ۱۹۶۲) یک اقتصاددان و سیاستمدار آمریکایی است که از سال ۲۰۲۳ تا ۲۰۲۵ به‌عنوان مدیر شورای اقتصاد ملی فعالیت کرد. او از مهٔ ۲۰۲۲ تا فوریه ۲۰۲۳ به‌عنوان نایب‌رئیس فدرال رزرو فعالیت می‌کرد. وی همچنین از سال ۲۰۱۴ تا ۲۰۲۳ به‌عنوان عضو شورای حکام فدرال رزرو خدمت می‌کرد. وی پیشتر نیز از سال ۲۰۱۰ تا ۲۰۱۳ به‌عنوان معاون وزیر خزانه‌داری ایالات متحده آمریکا در امور بین‌الملل فعالیت کرد.